# Anchises (Schiff)
Die Anchises (III) war ein 1911 in Dienst gestelltes Passagierschiff der britischen Reederei Blue Funnel Line, das Passagiere und Fracht von Großbritannien nach Australien beförderte. Am 28. Februar 1941 wurde die Anchises nordwestlich von Irland von deutschen Langstreckenflugzeugen bombardiert und versenkt, wobei 16 Passagiere und Besatzungsmitglieder ums Leben kamen.

## Das Schiff
1908 bestellte die Blue Funnel Line bei der Werft Workman, Clark & Company in Belfast ihre ersten drei Passagierschiffe für ihren Passagierservice nach Australien. Es waren die jeweils knapp über 10.000 BRT großen Doppelschraubendampfer Aeneas (I) (10.049 BRT), Ascanius (II) (10.048 BRT) und Anchises (III) (10.046 BRT). Gemäß den Kriterien des Lloyd’s Register of Shipping waren die drei Dampfer Schiffe der Klasse A. Sie etablierten sich als Pioniere auf der Australienroute.
Das 150,3 Meter lange und 18,3 Meter breite Passagier- und Frachtschiff Anchises hatte einen Schornstein, zwei Masten und zwei Propeller und wurde von einer Dreifachexpansions-Dampfmaschine angetrieben, die 640 PS leistete und eine Geschwindigkeit von 14 Knoten ermöglichte. Die drei Schiffe waren jeweils zur Beförderung von 288 Passagieren in der Ersten Klasse ausgelegt. Die Anchises lief als letztes der drei Schiffe am 12. Januar 1911 vom Stapel. Am 10. März 1911 wurde der Dampfer fertiggestellt und lief kurz danach zu seiner Jungfernfahrt nach Australien aus.
Nach Ausbruch des Ersten Weltkriegs wurde die Anchises wie ihre Schwesterschiffe als Truppentransporter eingesetzt. Unter der Kennung A68 brachte sie erstmals im August 1915 australische Truppen nach Europa.

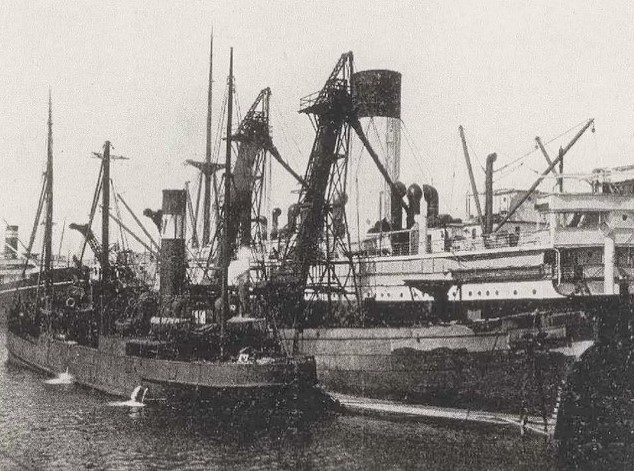
Der Hulk Fortuna bunkert Anchises in Sydney, 1926

Bis April 1920 pendelte sie regelmäßig als Truppenschiff zwischen England und Australien. Am 23. September 1918 wurde sie im Atlantik von einem U-Boot gejagt und unter Beschuss gestellt. Sie konnte das U-Boot aber abwehren. Im September 1922 kehrte die Anchises in den zivilen Passagierverkehr auf der Route Glasgow–Liverpool–Brisbane zurück.

## Versenkung
Am 27. Februar 1941 befand sich die Anchises unter dem Kommando von Kapitän David Warren James mit 182 Passagieren und Besatzungsmitgliedern an Bord auf einer Fahrt entlang der Nordwestküste Irlands. Etwa 180 Seemeilen westnordwestlich der Insel Arranmore an der Küste der Grafschaft Donegal wurde das Schiff von deutschen Seeaufklärern des Typs Focke-Wulf Fw 200 („Condor“) des Kampfgeschwaders 40 angegriffen. Drei Besatzungsmitglieder kamen bei der Bombardierung ums Leben. Das Schiff wurde durch den Angriff schwer beschädigt und war danach manövrierunfähig. 134 Passagiere und Besatzungsmitglieder, darunter fünf Frauen und zwei Kinder, verließen das Schiff in sechs Rettungsbooten.
Es blieb nur eine kleine Restmannschaft von 33 Männern an Bord, die versuchte, das Schiff doch noch nach Liverpool steuern zu können. Während die Besatzung an Bord der Anchises auf einen Bergungsschlepper wartete, wurde das Schiff am 28. Februar erneut von deutschen Flugzeugen angegriffen. Kapitän James erkannte, dass die Anchises nicht mehr zu retten war und ordnete das endgültige Verlassen des Schiffs an. Nachdem die Korvette Kingcup am Unglücksort eingetroffen war, sollten die letzten an Bord verbliebenen Besatzungsmitglieder im letzten Rettungsboot zur Kingcup übersetzen. Durch die zu dem Zeitpunkt herrschende schwere See wurde der Bug der Korvette jedoch gegen die Anchises geschleudert und zerquetsche das Boot. Kapitän James, der Zahlmeister Thomas Alexander Jardine, der Seemann John Sinnott und der Schiffsbäcker Charles Quirk wurden getötet. Kurz darauf sank der schwer angeschlagene Dampfer auf der Position 55.30N/13.17W. Die Überlebenden wurden an Bord der Kingcup genommen.
Eines der Rettungsboote driftete in dem stürmischen Wetter ab und brachte sechs Tage auf offener See und bei stürmischem Wetter zu. Von den anfangs 20 Menschen in dem Boot starben mehrere im Verlauf der Tage, darunter die Stewardess Minnie Beatrice Apperson (†58). Nach sechs Tagen wurde das Boot von dem Zerstörer HMCS Assiniboine gefunden und die restlichen Überlebenden wurden geborgen. Insgesamt kamen 16 Menschen (13 Besatzungsmitglieder und drei Passagiere) bei den beiden Angriffen und in dem Rettungsboot ums Leben.